# 巴沙因茨峰
46°28′35″N 9°40′33″E / 46.47643°N 9.67586°E

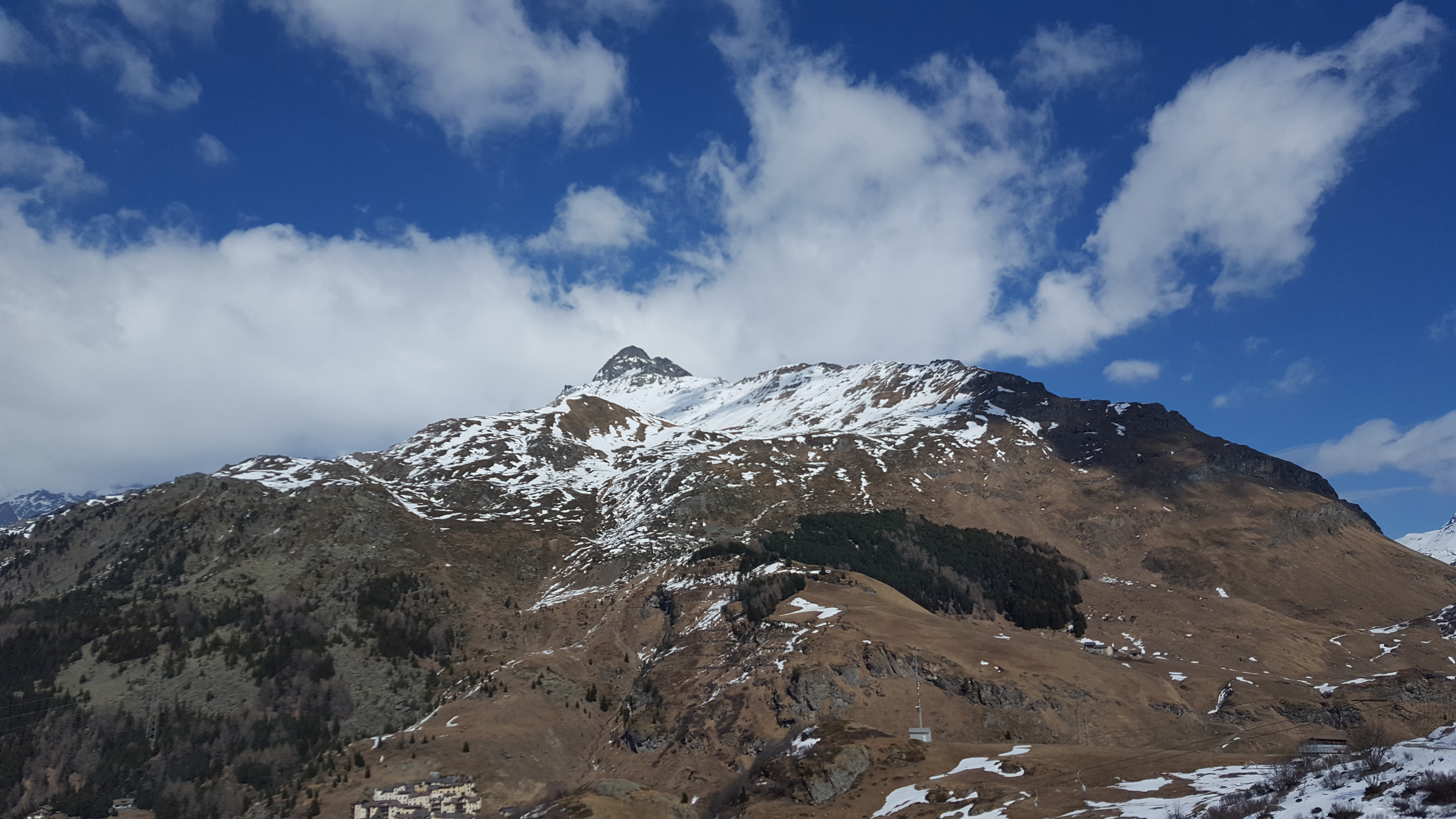

巴沙因茨峰（Piz Barscheinz），是瑞士的山峰，位於該國東南部，由格勞賓登州負責管轄，屬於阿爾布拉山脈的一部分，距離尼爾峰0.1公里，海拔高度2,616米，每年平均降雨量1,693毫米。